# Love Live!
 (avril 2014).
Le contenu est difficilement compréhensible vu les erreurs de traduction, qui sont peut-être dues à l'utilisation d'un logiciel de traduction automatique.
Love Live! School Idol Project (ラブライブ!, Rabu Raibu!) est un projet multimédia développé en collaboration avec l'éditeur ASCII Media Works, le label musical Lantis et le studio d'animation Sunrise. Le projet tourne autour d'un groupe de jeunes filles, µ's, dont le but est de devenir des school idols pour sauver leur école d'une fermeture imminente, due au faible taux d'étudiants. Le projet est annoncé dans le magazine Dengeki G's Magazine en août 2010. Il consiste initialement en la publication de CD de musique, de vidéos musicales animées, d'un manga et de jeux vidéo. Une série télévisée d'animation de treize épisodes produite par Sunrise et réalisée par Takahiko Kyōgoku est diffusée au Japon du 6 janvier au 31 mars 2013, suivie par une seconde saison de treize épisodes entre avril et juin 2014. Un film d'animation sort en juin 2015. Dans le reste du monde, la série d'animation est diffusée en simulcast par Crunchyroll.
Un projet dérivé intitulé Love Live! Sunshine!!, basé sur le groupe de school idols Aqours (アクア, Akua), a commencé en 2016.
Le 27 mai 2017, la section Love Live! du site de Bushimo est mise à jour avec l'annonce d'un nouveau groupe. Le nom est d'abord Perfect Dream Project, avant de devenir Nijigasaki Gakuen School Idol Club. Ce groupe a bénéficié d'un anime portant son nom dont le premier épisode est sorti sur la chaine officielle de Love Live! le 3 octobre 2020, pour un épisode chaque samedi. Il était aussi en simulcast sur plusieurs autres plateformes de streaming internationales.
Le 12 mars 2020, un nouveau projet a été annoncé avec une audition dont les personnages ont été dévoilés le 12 mai 2020. Ce quatrième projet a été révélé par l'équipe chargée de la future série télévisée d'animation. Le nom du projet est Love Live! Superstar!!, et le nom du groupe qui a été soumis au vote des fans est Liella! (リエラ). Leur lycée s'appelle Yuigaoka.

## Synopsis
Honoka Kosaka est une jeune fille qui aime son lycée, l'académie pour filles Otonokizaka (国立音ノ木坂学院, Kokuritsu Otonokizaka Gakuin). Lorsque sa fermeture est prévue en raison d'un manque d'élèves, Honoka est déterminée à éviter cela. S’inspirant de la grande popularité des school idols, Honoka décide de recruter des membres et de créer son groupe, μ's (ミューズ, Myūzu), afin d'attirer de nouveaux étudiants dans leur lycée. Avec le soutien de leurs proches et des membres de leur lycée, les µ's participent au Love Live!, célèbre compétition de school idols, dans l'espoir de le gagner et peut-être de sauver leur lycée.

## Personnages

### μ's
Honoka Kōsaka (高坂 穂乃果, Kōsaka Honoka)
Doublée par Emi Nitta (voix japonaise) et Marieve Herington (voix anglaise)
Honoka est le personnage principal de la série. Elle est lycéenne en deuxième année à l'académie Otonokizaka. Sa famille possède un magasin de wagashi appelé Homura. Honoka est une jeune fille joyeuse et persévérante, pouvant travailler jusqu'à l'épuisement pour parvenir à ses fins. Honoka n'est aussi pas très studieuse, et préfère foncer que réfléchir. Elle est le leader de μ's, et prend la position centrale dans certaines chansons du groupe. Elle succède plus tard à Eli comme présidente du conseil des élèves.
Eli Ayase (絢瀬 絵里, Ayase Eri)
Doublée par Yoshino Nanjō (en) (voix japonaise) et Erica Lindbeck (voix anglaise)
Eli est en troisième année de l'académie Otonokizaka. En tant que la présidente du conseil des élèves, elle est elle aussi déterminée à sauver son école. Même si elle s'oppose au début au projet de Honoka, elle finit par devenir l'avant dernière fille à rejoindre μ's, grâce à l'influence de Nozomi. Elle a une ascendance russe par sa grand-mère et a souvent tendance à dire le mot russe « хорошо » [xərɐʂo] (prononcé « horosho », trad. « bien »). Du fait de son expérience comme danseuse classique en ballet, Eli est considérée comme la chorégraphe du groupe. Elle a deux frères et une sœur Alisa qui apparaît dans l'anime.
Kotori Minami (南 ことり, Minami Kotori)
Doublée par Aya Uchida (voix japonaise) et Cristina Vee (voix anglaise)
Kotori est une camarade de classe et une amie d'enfance de Honoka. Elle est la fille de la directrice de l'académie Otonokizaka, à qui elle ressemble beaucoup. Elle est connue pour avoir la tête dans les nuages malgré sa responsabilité en tant que superviseuse de la garde-robe du groupe. C'est une jeune fille douce et gentille, toujours attentionnée envers les autres. Après plusieurs épisodes de la série, on apprend d'ailleurs qu'elle travaille en secret dans un Maid café d'Akihabara, et qu'elle est surnommée "La légendaire servante Minalinsky" de par sa douceur et sa beauté.
Umi Sonoda (園田 海未, Sonoda Umi)
Doublée par Suzuko Mimori (voix japonaise) et Kira Buckland (voix anglaise)
Umi est une camarade de classe et une amie d'enfance de Honoka. Elle est membre du club kyūdō de l'école et elle prend cette activité très au sérieux. C'est une jeune fille modeste, mature et raisonnable, assez stricte envers son entourage, mais elle se révèle particulièrement timide et sujette au trac quand il s'agit de faire des apparitions devant un public. Elle pense que Honoka est parfois autoritaire et arrogante, mais elle apprécie d'avoir une amie si pleine d'enthousiasme. Issue d'une famille traditionnelle, Umi possède des compétences en Kendō, en koto, en nagauta, en calligraphie et en danse traditionnelle.
Rin Hoshizora (星空 凛, Hoshizora Rin)
Doublée par Riho Iida (voix japonaise) et Faye Mata (voix anglaise)
Rin est une étudiante de première année. Elle aime et pratique beaucoup de sports comme la course de haies, le football et le basket-ball. Son amie la plus proche depuis l'enfance est Hanayo. Comme Honoka, Rin a une personnalité joyeuse et énergique, mais perd facilement sa motivation. Elle a un côté garçon manqué et ne porte que très rarement des robes ou jupes. Elle a également l'habitude d'imiter et d'agir comme un chat malgré en être allergique.
Maki Nishikino (西木野 真姫, Nishikino Maki)
Doublée par Pile (voix japonaise) et Caitlin Glass (voix anglaise)
Maki est une étudiante d'honneur de première année. Alors qu'elle est une chanteuse et une pianiste de talent, elle refuse d'abord de rejoindre μ's car elle se destine à devenir médecin et à suivre la carrière de son père en poste à l'hôpital. Elle finira par intégrer le groupe avec Hanayo et Rin. Sa timidité l'amène à avoir un comportement de tsundere, lui donnant un certain charme. Elle est paradoxalement assez naive et enfantine, croyant par exemple que le Père Noël existe. Maki est la principale compositrice et la coach vocale du groupe.
Nozomi Tōjō (東條 希, Tōjō Nozomi)
Doublée par Aina Kusuda (voix japonaise) et Laura Post (voix anglaise)
Nozomi est en troisième année et assure le poste de vice-présidente du conseil des élèves. Elle est la plus âgée du groupe. Elle agit comme la voix de la raison vis-à-vis d'Eli, avec qui elle est très proche. Même si elle n'est pas de cette région, Nozomi parle le dialecte du Kansai. Son passe-temps est la divination et le tarot. Elle a l'habitude de « tripoter » les autres filles du groupe pour les punir d'un mauvais comportement ou comme avertissement pour faire en sorte qu'elles par exemple, étudient bien pour des contrôles. Malgré ce coté pervers, elle prend soin de tous les membres de µ's et chérit profondément l'amitié qui les lient. Elle est le 9e et dernier membre à rejoindre le groupe après qu'Eli l'ait intégré. Elle est à l'origine du nom du groupe.
Hanayo Koizumi (小泉 花陽, Koizumi Hanayo)
Doublée par Yurika Kubo (voix japonaise) et Xanthe Huynh (voix anglaise)
Hanayo est une étudiante de première année. Elle est appelée Kayo-chin par Rin, une lecture alternative du kanji de son nom. Son slogan est : Dareka tasukete! « S'il vous plaît, aidez-moi » ou une variante selon les médias. C'est une jeune fille timide qui rêve de devenir une idole depuis qu'elle était petite. Par ailleurs, sa mère en était une durant sa jeunesse. Elle raffole du riz blanc jusqu'à ne pas supporter l'idée de ne pas en manger pendant plusieurs jours.
Nico Yazawa (矢澤 にこ, Yazawa Niko)
Doublée par Sora Tokui (voix japonaise) et Erica Mendez (voix anglaise)
Nico est en troisième année à l'académie Otonokizaka. Elle s'intéresse à la mode et supervise la garde-robe du groupe avec Kotori. Elle a grandi en admirant les idoles et a toujours espéré en devenir une. Cependant et à son grand désespoir, Nico a malgré son âge une apparence juvénile et fait donc beaucoup plus jeune que les autres membres du groupe. Elle est très bonne cuisinière. Nico était la présidente du club de recherche des idoles, mais tous ses membres l'ont quitté les unes après les autres à cause de ses exigences très élevées. Lorsque Honoka et ses amis demandent à Nico d'intégrer μ's, elle est d'abord réticente, doutant que ses membres soient prêtes à tout sacrifier pour devenir des school idols. Elle finit par se rendre compte des efforts déployés par les filles et elle rejoint le groupe.
| Nom                          | Doubleuse                  | Anniversaire | Année | Couleur    | Sous-groupe |
| ---------------------------- | -------------------------- | ------------ | ----- | ---------- | ----------- |
| Honoka Kōsaka (高坂 穂乃果)  | Emi Nitta (新田 恵海)      | 3 août       | 2e    | Orange     | Printemps   |
| Eli Ayase (絢瀬 絵里)        | Yoshino Nanjō (南條 愛乃)  | 21 octobre   | 3e    | Bleu clair | BiBi        |
| Kotori Minami (南 ことり)    | Aya Uchida (内田 彩)       | 12 septembre | 2e    | Gris       | Printemps   |
| Umi Sonoda (園田 海未)       | Suzuko Mimori (三森すずこ) | 15 mars      | 2e    | Bleu foncé | Lily White  |
| Rin Hoshizora (星空 凛)      | Riho Iida (飯田 里穂)      | 1er novembre | 1e    | Jaune      | Lily White  |
| Maki Nishikino (西木野 真姫) | PILE (パイル)              | 19 avril     | 1e    | Rouge      | BiBi        |
| Nozomi Tōjō (東條 希)        | Aina Kusuda (楠田 亜衣奈)  | 9 juin       | 3e    | Violet     | Lily White  |
| Hanayo Koizumi (小泉 花陽)   | Yurika Kubo (久保ユリカ)   | 17 janvier   | 1e    | Vert       | Printemps   |
| Nico Yazawa (矢澤 にこ)      | Sora Tokui (徳井青空)      | 22 juillet   | 3e    | Rose       | BiBi        |

### A-RISE
Tsubasa Kira (綺羅 ツバサ, Kira Tsubasa)
Doublée par Megu Sakuragawa (voix japonaise) et Cassandra Lee Morris (voix anglaise)
C'est la leader du groupe A-RISE. Elle est en troisième année à l’académie UTX. Elle est assez petite avec les cheveux courts. Elle est très compétitive, mais reste humble. Elle ne sous-estime jamais les groupes concurrent des A-RISE et respecte les µ's.
Erena Toudou (統堂 英玲奈, Tōdō Erena)
Doublée par Maho Matsunaga (voix japonaise) et Erika Harlacher (voix anglaise)
En troisième année à l'académie UTX, c'est une grande fille avec une apparence assez mature.
Anju Yuki (優木 あんじゅ, Yūki Anju)
Doublée par Ayuru Ōhashi (voix japonaise) et Corina Boettger (voix anglaise)
En troisième année à l'académie UTX, elle a une apparence de princesse et est plutôt douce.

### Autres personnages
Yukiho Kōsaka (高坂 雪穂, Kōsaka Yukiho)
Doublée par Nao Tōyama (voix japonaise) et Christine Marie Cabanos (voix anglaise)
La sœur cadette de Honoka . Elle est en troisième année au collège. Au début, elle souhaite intégrer l'académie UTX, mais grâce aux efforts de sa sœur, elle changera d'avis au profit de l'académie Otonokizaka. Elle fait parfois des choses embarrassantes en privé.
Alisa Ayase (絢瀬 亜里沙, Ayase Arisa)
Doublée par Ayane Sakura (voix japonaise) et Brianna Knickerbocker (voix anglaise)
Alisa est la sœur cadette de Eli et une grande fan de μ's. Ayant grandi à l'étranger du fait de ses origines russes, elle ne connaît pas beaucoup les coutumes japonaises. Comme sa sœur, elle a tendance à dire le mot russe « хорошо » [xərɐʂo] (prononcé « horosho », trad. « bien »). Elle est en troisième année au collège et est une amie de Yukiho.
Hideko (ヒデコ), Fumiko (フミコ), Mika (ミカ)
Doublées par Marie Miyake (voix japonaise) et Mela Lee (voix anglaise) (Hideko), Nozomi Yamamoto (voix japonaise) et Natalie Hoover (voix anglaise) (Fumiko), Sayuri Hara (voix japonaise) et Ryan Bartley (voix anglaise) (Mika)
Camarades de classe de Honoka, Kotori et Umi. Elles ont soutenu Honoka et µ's depuis le début, en les aidant régulièrement.
Note : la première syllabe de leurs prénoms "Hi", "Fu" et "Mi" peuvent se lire "1", "2" et "3".
Mère de Kotori (ことりの母, Kotori no Haha)
Doublée par Noriko Hidaka
La mère de Kotori est la directrice de l'académie Otonokizaka. Elle prend son travail très au sérieux, mais pense malgré tout qu'il n'est pas possible de sauver le lycée.
Mère de Honoka (穂乃果の母, Honoka no Haha)
Doublée par Masumi Asano
Elle est diplômée de l'académie du Otonokizaka, elle a même été présidente du conseil étudiant. Elle est donc assez nostalgique en entendant que son ancienne académie va fermer.
Mère de Maki (真姫の母, Maki no Haha)
Doublée par Kikuko Inoue
Médecin, elle travaille dans un hôpital. C'est une ancienne amie de la mère de Kotori.
Cocoro (こころ), Cocoa (ここあ), Kotarō (虎太郎)
Doublées par Sora Tokui
Sœurs et frère de Nico. Ils sont persuadés que Nico est une superstar, et que les autres membres des µ's sont juste des danseuses. C'est Nico qui leur a raconté ces histoires.
Mère de Nico (にこの母, Nico no Haha)
Doublée par Kotono Mitsuishi
Veuve, elle travaille beaucoup. Elle ressemble à Nico que ce soit l'apparence ou le caractère. Elle semble être amie avec la mère de Maki et la mère de Kotori.

## Production
Depuis que le premier numéro de Dengeki G's Magazine a été publié par ASCII Media Works, les rédacteurs du magazine ont accueilli des informations sur la participation des lecteurs dont les résultats sont directement influencée par les personnes qui lisent ce magazine. Le projet a été annoncé dans le numéro de juillet 2010 du magazine Dengeki G's Magazine, qui a révélé que le magazine collaborerait avec le studio d'animation Sunrise et le label de musique Lantis. Le projet a officiellement débuté avec l'édition d'août 2010 du magazine Dengeki G's Magazine, qui a introduisait l'histoire, les personnages, et une explication plus détaillée du projet. Le plan de l'histoire a été écrite par Sakurako Kimino, qui écrit aussi des histoires courtes pour Love Live! En vedette dans le magazine Dengeki G's Magazine. Les conceptions et illustrations de caractère d'origine sont fournis par Yuhei Murota.
À partir d'août 2010, des concours de popularité ont régulièrement eu lieu pour classer les personnages, ce qui influence donc les positions des school idols dans les vidéos de musique dans l'anime produite par Sunrise. Par exemple, l'idole qui occupe la première place dans un concours donné sera en position de centre au premier rang dans la vidéo de musique qui suit. D'autres sondages sont utilisés pour déterminer les différents aspects des idoles, comme les coiffures et les costumes. À partir de l'édition de novembre 2010 du magazine Dengeki G's Magazine, les lecteurs ont été interrogés pour déterminer le nom du groupe des idoles. Après n'avoir retenu que les cinq noms les plus populaires, les lecteurs ont voté une dernière fois et ont choisi le nom de μ's. Un système de vote similaire a été utilisé pour déterminer les noms des trois mini-groupe d'idoles : Printemps, BiBi, et Lily White.
Le groupe µ's a été mis en pause en 2016 ; mais il a fait une apparition lors du concert du 9e anniversaire de la franchise "Love Live Festa" en 2020. 

## Média

### Manga
Un manga, écrit par Sakurako Kimino et illustré par Arumi Tokita, est pré-publié depuis janvier 2012 dans le magazine Dengeki G's Magazine. Le premier tankōbon a été publié le 27 septembre 2012, et deux volumes sont sortis au 27 juin 2013.

### Anime
Une adaptation en série télévisée d'animation de treize épisodes produite par Sunrise et réalisée par Takahiko Kyōgoku a été diffusée au Japon sur Tokyo MX entre le 6 janvier et 31 mars 2013. Le générique de début est "Bokura wa Ima no Naka de" (僕らは今のなかで) et le générique de fin est "Kitto Seishun ga Kikoeru" (きっと青春が聞こえる), tous deux interprétés par µ's (Emi Nitta, Aya Uchida, Suzuko Mimori, Yoshino Nanjō (en), Pile, Riho Iida, Aina Kusuda, Yurika Kubo et Sora Tokui).
Un OVA a été mis en vente le 27 novembre 2013. Une seconde saison a été diffusée sur Tokyo MX entre le 6 avril et le 29 juin 2014, puis rediffusée sur TV Aichi, Yomiuri TV et BS11. Les génériques, interprétés par µ's, sont "Sore wa Bokutachi no Kiseki" (それは僕たちの奇跡) et "Donna Toki mo Zutto" (どんなときもずっと).
Après la fin de diffusion de cette seconde saison, le studio Sunrise annonce la production d'un film d'animation. Celui-ci est sorti le 13 juin 2015 au Japon.
Hors Japon, les deux saisons sont diffusées en simulcast par Crunchyroll en version originale sous-titrée en français, anglais, espagnol, portugais et allemand,,. La série est également licenciée par NIS America en Amérique du Nord,.

### Jeux vidéo
Un jeu de rythme gratuit, nommé Love Live! School Idol Festival, a été développé par KLab et diffusé par Bushiroad pour iOS seulement au Japon le 15 avril 2013. Une version pour Android est aussi disponible un peu plus tard. Ce jeu est également disponible en Amérique du Nord, ainsi qu'en Chine, à Hong Kong, à Taiwan, et en Corée du Sud. Une version anglaise est sortie pour tous les autres pays. Le service a été arrêté le 31 mars 2023. Une série de trois jeux vidéo de rythme-action développée par Dingo Inc., nommée Love Live! School Idol Paradise, est sorti le 28 août 2014 pour la PlayStation Vita,. Les trois jeux sont nommés Vol. 1 Printemps Unit, Vol.2 BiBi Unit et Vol.3 Lily White Unit.

## Musique
À part les singles solo et en duo, les neuf school idols de μ's se divisent en trois groupes : Printemps, Bibi, et Lily White. Printemps est composé de Honoka, Kotori et Hanayo ; BiBi est composé de Eli, Maki et Nico ; et Lily White est composé de Umi, Rin et Nozomi. Chaque single de μ's numéroté est sorti avec une vidéo de musique animé. 
| Titre                                                              | Artiste(s)                                          | Date de sortie   | Top Oricon | Notes                                                     |
| ------------------------------------------------------------------ | --------------------------------------------------- | ---------------- | ---------- | --------------------------------------------------------- |
| Bokura no Live Kimi to no Life (僕らのLIVE 君とのLIFE)             | μ's                                                 | 25 août 2010     | 167        | 1er single                                                |
| Snow Halation                                                      | μ's                                                 | 22 décembre 2010 | 74         | 2e single                                                 |
| Natsuiro Egao de 1, 2, Jump! (夏色えがおで1,2,Jump!)               | μ's                                                 | 24 août 2011     | 62         | 3e single                                                 |
| Mogyutto 'love' de Sekkenchū! (もぎゅっと"love"で接近中!)          | μ's                                                 | 15 février 2012  | 31         | 4e single                                                 |
| Wonderful Rush                                                     | μ's                                                 | 5 septembre 2012 | 30         | 5e single                                                 |
| Music S.T.A.R.T!!                                                  | μ's                                                 | 27 novembre 2013 | 5          | 6e single                                                 |
| Takaramonozu (タカラモノズ) / Paradise Live                        | μ's                                                 | 29 janvier 2014  | 4          | Single pour le jeu mobile Love Live! School Idol Festival |
| Shangri-La Shower                                                  | μ's                                                 | 1er octobre 2014 | 5          | Thème du jeu Love Live! School idol paradise sur PSVita   |
| Mi wa µ'sic no Mi (ミはμ’sicのミ)                                  | μ's                                                 | 22 avril 2015    | 5          | Single pour le 5e anniversaire du projet Love Live!       |
| HEART to HEART!                                                    | μ's                                                 | 28 octobre 2015  | 3          | Single pour le jeu mobile Love Live! School Idol Festival |
| MOMENT RING                                                        | μ's                                                 | 2 mars 2016      | 2          | Dernier single de µ's                                     |
| A song for You! You? You!!                                         | μ's                                                 | 25 mars 2020     | 2          | Single pour le 10e anniversaire du projet Love Live!      |
| Singles de l'animé                                                 |                                                     |                  |            |                                                           |
| Bokura wa Ima no Naka de (僕らは今のなかで)                        | µ's                                                 | 23 janvier 2013  | 12         | Générique de début (Saison 1)                             |
| Kitto Seishun ga Kikoeru (きっと青春が聞こえる)                    | µ's                                                 | 6 février 2013   | 8          | Générique de fin (Saison 1)                               |
| Susume→Tomorrow (ススメ→トゥモロウ) / Start:Dash!!                 | Honoka Kōsaka, Kotori Minami, Umi Sonoda            | 20 février 2013  | 11         | Episodes 1 et 3                                           |
| Korekara no Someday (これからのSomeday) / Wonder Zone              | μ's                                                 | 6 mars 2013      | 7          | Episodes 6 et 9                                           |
| No Brand Girls / Start:Dash!!                                      | μ's                                                 | 3 avril 2013     | 5          | Episodes 11 et 13                                         |
| Sore wa Bokutachi no Kiseki (それは僕たちの奇跡)                   | μ's                                                 | 23 avril 2014    | 3          | Générique de début (Saison 2)                             |
| Donna Toki mo Zutto (どんなときもずっと)                           | μ's                                                 | 8 mai 2014       | 2          | Générique de fin (Saison 2)                               |
| Yume no Tobira (ユメノトビラ)                                      | μ's                                                 | 28 mai 2014      | 3          | Episode 3                                                 |
| Love wing bell / Dancing stars on me!                              | μ's                                                 | 11 juin 2014     | 3          | Episodes 5 et 6                                           |
| KiRa-KiRa Sensation! / Happy maker!                                | μ's                                                 | 9 juillet 2014   | 3          | Episodes 12 et 13                                         |
| Angelic Angel / Hello, hoshi o kazoete (Hello,星を数えて)          | µ's / Hoshizora Rin, Nishikino Maki, Koizumi Hanayo | 1er juillet 2015 | 2          | Chansons du film Love Live! The School Idol Movie         |
| SUNNY DAY SONG / ?←HEARTBEAT                                       | µ's / Ayase Eli, Tōjō Nozomi, Yazawa Nico           | 8 juillet 2015   | 2          | Chansons du film Love Live! The School Idol Movie         |
| Bokutachi wa hitotsu no hikari (僕たちはひとつの光) / Future style | µ's / Kosaka Honoka, Minami Kotori, Sonoda Umi      | 15 juillet 2015  | 2          | Chansons du film Love Live! The School Idol Movie         |

| Titre                                                     | Date de sortie   | Top Oricon |
| --------------------------------------------------------- | ---------------- | ---------- |
| Printemps                                                 |                  |            |
| Love Marginal                                             | 25 mai 2011      | 85         |
| Pure Girls Project                                        | 21 août 2013     | 10         |
| Eien Friends (永遠フレンズ)                               | 12 novembre 2014 | 6          |
| WAO-WAO Powerful day!                                     | 25 novembre 2015 | 3          |
| BiBi                                                      |                  |            |
| Diamond Princess no Yūutsu (ダイヤモンドプリンセスの憂鬱) | 22 juin 2011     | 79         |
| Cutie Panther                                             | 24 juillet 2013  | 8          |
| Fuyu ga Kureta Yokan (冬がくれた予感)                     | 26 novembre 2014 | 3          |
| Sakkaku CROSSROADS (錯覚CROSSROADS)                       | 20 janvier 2016  | 2          |
| Lily White                                                |                  |            |
| Shiranai Love*Oshiete Love (知らないLove*教えてLove)      | 24 juillet 2011  | 81         |
| Binetsu kara Mystery (微熱からMystery)                    | 26 juin 2013     | 4          |
| Aki no Anata no Sora Tooku (秋のあなたの空遠く)           | 24 décembre 2014 | 2          |
| Omoide Ijyoni Naritakute (思い出以上になりたくて)         | 23 décembre 2015 | 3          |

| Titre                                      | Artiste(s)                              | Date de sortie  | Top Oricon |
| ------------------------------------------ | --------------------------------------- | --------------- | ---------- |
| Mermaid Festa Vol. 2 ~Passionate~          | Honoka Kōsaka et Rin Hoshizora          | 25 avril 2012   | 57         |
| Otome Shiki Ren'ai Juku (乙女式れんあい塾) | Nico Yazawa et Nozomi Tōjō              | 23 mai 2012     | 64         |
| Kokuhaku Biyori, desu! (告白日和、です!)   | Kotori Minami et Hanayo Koizumi         | 27 juin 2012    | 43         |
| Soldier Game                               | Maki Nishikino, Umi Sonoda et Eli Ayase | 25 juillet 2012 | 38         |

| Titre | Artiste(s)                                   | Date de sortie  | Top Oricon | Notes                            |
| --- | -------------------------------------------- | --------------- | ---------- | -------------------------------- |
| Love Live Radio Kagai Katsudō: Nicorinpana Theme Song DJCD (ラブライ部 ラジオ課外活動にこりんぱな テーマソングDJCD) | Nico Yazawa, Rin Hoshizora et Hanayo Koizumi | 17 octobre 2012 | 73         | Thème de l'émission de Web Radio |

| Titre                                   | Artiste(s) | Date de sortie | Top Oricon |
| --------------------------------------- | ---------- | -------------- | ---------- |
| μ's Best Album Best Live! Collection    | μ's        | 9 janvier 2013 | 12         |
| µ's Best Album Best Live! Collection II | μ's        | 27 mai 2015    | 1          |

| Titre                                             | Artiste(s)                   | Date de sortie   | Top Oricon |
| ------------------------------------------------- | ---------------------------- | ---------------- | ---------- |
| Umiiro Shōjo ni Miserarete (海色少女に魅せられて) | Umi Sonoda (Suzuko Mimori)   | 23 novembre 2011 | 97         |
| Kotori Lovin' you (ことりLovin' you)              | Kotori Minami (Aya Uchida)   | 14 décembre 2011 | 109        |
| Honnori Honokairo! (ほんのり穂乃果色!)            | Honoka Kōsaka (Emi Nitta)    | 25 janvier 2012  | 90         |
| Solo Live! collection Memorial Box I              | μ's                          | 19 février 2012  |            |
| Orange Cheers!                                    | Honoka Kōsaka (Emi Nitta)    | 2 avril 2014     | 44         |
| Ice Blue no Shunkan (アイス・ブルーの瞬間)        | Eli Ayase (Yoshino Nanjō)    | 2 avril 2014     | 28         |
| Junpaku Romance (純白ロマンス)                    | Kotori Minami (Aya Uchida)   | 2 avril 2014     | 37         |
| Ao no Shinwa (蒼の神話)                           | Umi Sonoda (Suzuko Mimori)   | 2 avril 2014     | 41         |
| Ring a yellow bell                                | Rin Hoshizora (Riho Iida)    | 2 avril 2014     | 53         |
| Scarlet Princess                                  | Maki Nishikino (PILE)        | 2 avril 2014     | 31         |
| Violet Moon (バイオレットムーン)                  | Nozomi Tōjō (Aina Kusuda)    | 2 avril 2014     | 59         |
| Wakakusa no Season (若草のSeason)                 | Hanayo Koizumi (Yurika Kubo) | 2 avril 2014     | 52         |
| Momoiro Egao (ももいろ♡えがお)                    | Nico Yazawa (Sora Tokui)     | 2 avril 2014     | 47         |
| Solo Live! collection Memorial Box II             | μ's                          | 2 avril 2014     | 8          |
| Solo Live! collection Memorial Box III            | μ's                          | 28 mars 2018     | 11         |

| BD volume | Titre                                               | Artiste(s)                      | Date de sortie    |
| Saison 1  | Saison 1                                            | Saison 1                        | Saison 1          |
| --------- | --------------------------------------------------- | ------------------------------- | ----------------- |
| 1         | Yume Naki Yume wa Yume Janai (夢なき夢は夢じゃない) | Honoka Kōsaka                   | 22 mars 2013      |
| 2         | Anemone Heart                                       | Kotori Minami et Umi Sonoda     | 24 avril 2013     |
| 3         | Nawatobi! (なわとび!)                               | Hanayo Koizumi                  | 28 mai 2013       |
| 4         | Beat in Angel                                       | Rin Hoshizora et Maki Nishikino | 21 juin 2013      |
| 5         | Niko Puri♡Joshi Dō (にこぷり♡女子道)                | Nico Yazawa                     | 26 juillet 2013   |
| 6         | Garasu no Hanazono (硝子の花園)                     | Eli Ayase et Nozomi Tōjō        | 28 août 2013      |
| 7         | Loneliest Baby                                      | µ's                             | 25 septembre 2013 |
| Saison 2  |                                                     |                                 |                   |
| 1         | Shiawase-iki no SMILING! (シアワセ行きのSMILING!)   | Honoka Kōsaka                   | 20 juin 2014      |
| 2         | Zurui yo Magnetic today (ずるいよMagnetic today)    | Maki Nishikino et Nico Yazawa   | 25 juillet 2014   |
| 3         | Kururin MIRACLE (くるりんMIRACLE)                   | Rin Hoshizora                   | 27 août 2014      |
| 4         | Storm in Lover                                      | Umi Sonoda et Eli Ayase         | 24 setembre 2014  |
| 5         | Moshimo kara kito (もしもからきっと)                | Nozomi Tōjō                     | 29 octobre 2014   |
| 6         | Suki desu ga Suki desu ka? (好きですが好きですか？) | Kotori Minami et Hanayo Koizumi | 21 novembre 2014  |
| 7         | Soshite saigo no PAGE niwa (そして最後のページには) | µ's                             | 25 décembre 2014  |
| Autres    |                                                     |                                 |                   |
| -         | ENDLESS PARADE                                      | µ's                             | 3 février 2014    |
| -         | Dreamin' Go! Go!!                                   | µ's                             | 15 janvier 2015   |
| Film      | Korekara (これから)                                 | µ's                             | 15 décembre 2015  |

| Titre                                              | Artiste(s) | Date de sortie    | Notes |
| -------------------------------------------------- | ---------- | ----------------- | ----- |
| Puwapuwa-o! (ぷわぷわーお！)                       | Printemps  | 25 septembre 2013 | -     |
| CheerDay CheerGirl!                                | Printemps  | 25 décembre 2014  | -     |
| silent tonight                                     | BiBi       | 25 décembre 2014  | -     |
| Onaji hoshi ga mitai (同じ星が見たい)              | Lily White | 25 décembre 2014  | -     |
| MUSEUM de dō shita? (MUSEUMでどうしたい？)         | Printemps  | 23 mai 2015       | -     |
| Saitei de saikō no Paradiso (最低で最高のParadiso) | BiBi       | 23 mai 2015       | -     |
| Otohime kokoro de koi kyūden (乙姫心で恋宮殿)      | Lily White | 23 mai 2015       | -     |

| Titre                                                    | Artiste(s)                        | Date de sortie    | Format | Top Oricon          |
| -------------------------------------------------------- | --------------------------------- | ----------------- | ------ | ------------------- |
| μ's First Love Live!                                     | μ's                               | 21 novembre 2012  | BD/DVD | 28 (BD) - 206 (DVD) |
| μ's 3rd Anniversary Love Live!                           | μ's                               | 25 décembre 2013  | BD/DVD | 3 (BD) - 49 (DVD)   |
| Love Live! µ's - Next Love Live! 2014 - Endless Parade - | μ's                               | 23 juillet 2014   | BD/DVD | 6 (BD) - 7 (DVD)    |
| Love Live! µ's Go-Go! Love Live! 2015 - Dream Sensation! | μ's                               | 30 septembre 2015 | BD/DVD | 1 (BD)              |
| Love Live! µ's Live Collection                           | μ's                               | 26 août 2016      | BD     | 3 (BD)              |
| Love Live! µ's Final Love Live! - µ'sic Forever          | μ's                               | 28 septembre 2016 | BD     | 1 (BD)              |
| LoveLive! Series 9th Anniversary Love Live! Fest         | Aqours, Saint Snow, Nijigaku, µ's | 9 septembre 2020  | BD     | 2                   |

### Annotations
1. ↑  Le groupe a annoncé une pause mais fera un retour 4 ans après pour un single et un concert
2. ↑  Avec l'achat un ticket pour le concert µ's - Next Love Live! 2014 - Endless Parade
3. ↑  Avec l'achat un ticket pour le concert µ's Go-Go! Love Live! 2015 - Dream Sensation!
4. ↑  En achetant le coffret de la saison 1 de l'anime dans les magasins Gamers
5. ↑  En achetant le coffret de la saison 2 de l'anime dans les magasins  Gamers (Printemps), Animate (BiBi) ou Sofmap (Lily White)
6. ↑  Avec l'achat d'un ticket de cinéma pour le film d'animation

### Sources
- (en) Cet article est partiellement ou en totalité issu de l’article de Wikipédia en anglais intitulé « Love Live! » (voir la liste des auteurs).

- (ja) Cet article est partiellement ou en totalité issu de l’article de Wikipédia en japonais intitulé « ラブライブ! » (voir la liste des auteurs).

1. ↑  (en) « Love Live! Franchise's New TV Anime Unveils Visual Teasing New Girl », sur Anime News Network (consulté le 17 mai 2020).
2. ↑  (en) « New Love Live! Anime Reveals Character Names, New Visual, Returning Staff », sur Anime News Network (consulté le 17 mai 2020).
3. ↑  プロジェクトラブライブ！スーパースター!!, « 「ラブライブ！スーパースター!!」公式サイト », sur 「ラブライブ！スーパースター!!」公式サイト (consulté le 19 octobre 2020).
4. ↑  (en) « Dengeki G's, Sunrise's Love Live Project Revealed », sur Anime News Network.
5. ↑  (en) « Sunrise, Dengeki G's Love Live Project Gets Anime DVD », sur Anime News Network, 28 juin 2010 (consulté le 24 septembre 2012).
6. ↑  (ja) « ラブライブ!(1) », sur ASCII Media Works (consulté le 27 octobre 2012).
7. ↑  (ja) « ラブライブ!(2) », sur ASCII Media Works (consulté le 30 juin 2013).
8. ↑  (en) « Love Live! School idol project Gets 1st Original Video Anime », Anime News Network, 4 octobre 2013 (consulté le 4 octobre 2013).
9. ↑  (ja) « 『ラブライブ！』テレビアニメ第2期シリーズが2014年4月より放送開始 », Famitsu,‎ 7 mars 2014 (consulté le 12 mars 2014).
10. ↑  « Le film animation Love Live!, annoncé », sur adala-news.fr (consulté le 29 juin 2014).
11. ↑  « Le film d'animation Love Live! se précise », sur manga-news.com, 3 février 2015 (consulté le 5 février 2015).
12. ↑  « L’anime Love Live Saison 2, en Simulcast VOSTFR », sur adala-news.fr (consulté le 29 juin 2014).
13. ↑  (en) « Crunchyroll to Stream Love Live! Idol Anime », Anime News Network, 26 décembre 2012 (consulté le 26 décembre 2012).
14. ↑  (en) « Crunchyroll to Stream Love Live! Second Season », sur Anime News Network (consulté le 29 juin 2014).
15. ↑  (en) « NIS America Adds Love Live! School Idol Project Anime », Anime News Network, 26 décembre 2012 (consulté le 26 décembre 2012).
16. ↑  (en) « NISA Adds 2nd Season of Love Live! School Idol Project Anime », Anime News Network, 7 avril 2014 (consulté le 7 avril 2014).
17. ↑  (en) « Love Live! Rhythm Game Gets iOS Release », Anime News Network, 16 avril 2013 (consulté le 16 avril 2013).
18. ↑  (en) « Love Live! Vita Game Made by Hatsune Miku Project Diva's Dingo », Anime News Network, 17 juin 2013 (consulté le 17 juin 2013).
19. ↑  (ja) « PS Vita『ラブライブ! School Idol Paradise』が2014年5月に発売 » [« PS Vita Love Live! School Idol Paradise Goes on Sale in May 2014 »], ASCII Media Works,‎ 9 septembre 2013 (consulté le 4 octobre 2013).
20. ↑  (en) « Love Live! School Idol Paradise delayed to August in Japan », sur gematsu.com (consulté le 29 juin 2014).
21. ↑  (ja) « CDリリース情報 » [« CD Release Information »](Archive.org • Wikiwix • Archive.is • Google • Que faire ?), Project Love Live! (consulté le 24 septembre 2012).
22. ↑  (ja) « 僕らのＬＩＶＥ　君とのＬＩＦＥ » [« Bokura no Live Kimi to no Life »], Oricon (consulté le 10 avril 2014).
23. ↑  (ja) « Snow Halation », Oricon (consulté le 10 avril 2014).
24. ↑  (ja) « 夏色えがおで1,2,Jump! » [« Natsuiro Egao de 1, 2, Jump! »], Oricon (consulté le 10 avril 2014).
25. ↑  (ja) « もぎゅっと"love"で接近中! » [« Mogyutto 'love' de Sekkenchū! »], Oricon (consulté le 10 avril 2014).
26. ↑  (ja) « Wonderful Rush », Oricon (consulté le 10 avril 2014).
27. ↑  (ja) « Music S.T.A.R.T!! (BD付通常盤) » [« Music S.T.A.R.T!! (BD-included regular edition) »], Oricon (consulté le 10 avril 2014).
28. ↑  (ja) « タカラモノズ/Paradise Live » [« Takaramonozu/Paradise Live »], Oricon (consulté le 10 avril 2014).
29. ↑  (ja) « 僕らは今のなかで » [« Bokura wa Ima no Naka de »], Oricon (consulté le 10 avril 2014).
30. ↑  (ja) « きっと青春が聞こえる » [« Kitto Seishun ga Kikoeru »], Oricon (consulté le 10 avril 2014).
31. ↑  (ja) « ススメ→トゥモロウ/Start:Dash!! » [« Susume→Tomorrow/Start:Dash!! »], Oricon (consulté le 10 avril 2014).
32. ↑  (ja) « これからのSomeday/Wonder Zone » [« Korekara no Someday/Wonder Zone »], Oricon (consulté le 10 avril 2014).
33. ↑  (ja) « No Brand Girls/Start:Dash!! », Oricon (consulté le 10 avril 2014).
34. ↑  (ja) « それは僕たちの奇跡 » [« Sore wa Bokutachi no Kiseki »], Oricon (consulté le 10 avril 2014).
35. ↑  (ja) « どんなときもずっと » [« Donna Toki mo Zutto »], Oricon (consulté le 10 avril 2014).
36. ↑  (ja) « Love Live! season 2 insert song 1 », Oricon (consulté le 10 avril 2014).
37. ↑  (ja) « Love Live! season 2 insert song 2 », Oricon (consulté le 10 avril 2014).
38. ↑  (ja) « Love Live! season 2 insert song 3 », Oricon (consulté le 10 avril 2014).
39. ↑  (ja) « Love Marginal », Oricon (consulté le 10 avril 2014).
40. ↑  (ja) « Pure Girls Project », Oricon (consulté le 10 avril 2014).
41. ↑  (ja) « ダイヤモンドプリンセスの憂鬱 » [« Diamond Princess no Yūutsu »], Oricon (consulté le 10 avril 2014).
42. ↑  (ja) « Cutie Panther », Oricon (consulté le 10 avril 2014).
43. ↑  (ja) « 知らないLove＊教えてLove » [« Shiranai Love*Oshiete Love »], Oricon (consulté le 10 avril 2014).
44. ↑  (ja) « 微熱からMystery » [« Binetsu kara Mystery »], Oricon (consulté le 10 avril 2014).
45. ↑  (ja) « Mermaid Festa Vol. 2 (Passionate) », Oricon (consulté le 10 avril 2014).
46. ↑  (ja) « 乙女式れんあい塾 » [« Otome Shiki Ren'ai Juku »], Oricon (consulté le 10 avril 2014).
47. ↑  (ja) « 告白日和、です! » [« Kokuhaku Biyori, desu! »], Oricon (consulté le 10 avril 2014).
48. ↑  (ja) « Soldier Game », Oricon (consulté le 10 avril 2014).
49. ↑  (ja) « ラブライ部 ラジオ課外活動にこりんぱな テーマソングDJCD » [« Love Live Radio Kagai Katsudō: Nicorinpana Theme Song DJCD »], Oricon (consulté le 11 avril 2014).
50. ↑  (ja) « ラブライブ! μ's Best Album Best Live! Collection » [« Love Live! μ's Best Album Best Live! Collection »], Oricon (consulté le 11 avril 2014).
51. ↑  (ja) « ラブライブ!　Solo Live!　from　μ's　園田海未　海色少女に魅せられて » [« Love Live! Solo Live! from μ's Umi Sonoda Umiiro Shōjo ni Miserarete »], Oricon (consulté le 11 avril 2014).
52. ↑  (ja) « ラブライブ!　Solo Live!　from　μ's　南ことり　ことりLovin' you » [« Love Live! Solo Live!　from　μ's Kotori Minami Kotori Lovin' you »], Oricon (consulté le 11 avril 2014).
53. ↑  (ja) « ラブライブ!　Solo Live!　from　μ's　高坂穂乃果　ほんのり穂乃果色! » [« Love Live! Solo Live!　from　μ's Honoka Kōsaka Honnori Honokairo! »], Oricon (consulté le 11 avril 2014).
54. ↑  (ja) « ラブライブ!　Solo Live!　from　μ's　高坂穂乃果（新田恵海）　orange cheers! » [« Love Live! Solo Live!　from　μ's Honoka Kōsaka (Emi Nitta) Orange Cheers! »], Oricon (consulté le 11 avril 2014).
55. ↑  (ja) « ラブライブ!　Solo Live!　from　μ's　絢瀬絵里（南條愛乃）　アイス・ブルーの瞬間 » [« Love Live! Solo Live!　from　μ's Eli Ayase (Yoshino Nanjō) Ice Blue no Shunkan »], Oricon (consulté le 11 avril 2014).
56. ↑  (ja) « ラブライブ!　Solo Live!　from　μ's　南ことり（内田彩）　純白ロマンス » [« Love Live! Solo Live!　from　μ's Kotori Minami (Aya Uchida) Junpaku Romance »], Oricon (consulté le 11 avril 2014).
57. ↑  (ja) « ラブライブ!　Solo Live!　from　μ's　園田海未（三森すずこ）　蒼の神話 » [« Love Live! Solo Live!　from　μ's Umi Sonoda (Suzuko Mimori) Ao no Shinwa »], Oricon (consulté le 11 avril 2014).
58. ↑  (ja) « ラブライブ!　Solo Live!　from　μ's 星空凛（飯田里穂） Ring a yellow bell » [« Love Live! Solo Live!　from　μ's Rin Hoshizora (Riho Iida) Ring a yellow bell »], Oricon (consulté le 11 avril 2014).
59. ↑  (ja) « ラブライブ!　Solo Live!　from　μ's 西木野真姫(Pile) SCARLET PRINCESS » [« Love Live! Solo Live!　from　μ's Maki Nishikino (Pile) Scarlet Princess »], Oricon (consulté le 11 avril 2014).
60. ↑  (ja) « ラブライブ!　Solo Live!　from　μ's 東條希（楠田亜衣奈）　バイオレットムーン » [« Love Live! Solo Live!　from　μ's Nozomi Tōjō (Aina Kusuda) Violet Moon »], Oricon (consulté le 11 avril 2014).
61. ↑  (ja) « ラブライブ!　Solo Live!　from　μ's 小泉花陽（久保ユリカ）　若草のSeason » [« Love Live! Solo Live!　from　μ's Hanayo Koizumi (Yurika Kubo) Wakakusa no Season »], Oricon (consulté le 11 avril 2014).
62. ↑  (ja) « ラブライブ!　Solo Live!　from　μ's 矢澤にこ（徳井青空）　ももいろ♡えがお » [« Love Live! Solo Live!　from　μ's Nico Yazawa (Sora Tokui) Momoiro Egao »], Oricon (consulté le 11 avril 2014).
63. ↑  (ja) « ラブライブ! Solo Live! collection Memorial Box II » [« Love Live! Solo Live! collection Memorial Box II »], Oricon (consulté le 11 avril 2014).
64. ↑  (ja) « ラブライブ! μ's First Love Live! » [« Love Live! μ's First Love Live! »], Oricon (consulté le 11 avril 2014).
65. ↑  (ja) « ラブライブ! μ's 3rd Anniversary LoveLive! DVD » [« Love Love! μ's 3rd Anniversary LoveLive! DVD »], Oricon (consulté le 11 avril 2014).
66. ↑  (ja) « Love Live Fes », Oricon.